# Badia de Margarita
La badia de Margarita (en anglès Marguerite Bay) és una extensa badia que es troba al costat oest de la península Antàrtica. Es troba delimitada al nord amb l'illa Adelaida i al sud amb l'antiga barrera de gel de Wordie, el canal de Jordi VI i l'illa d'Alexandre I. La costa continental de la península Antàrtica és la costa de Fallières. A la badia s'hi troben nombroses illes, entre les quals destaquen l'illa Pourquoi Pas, l'illa Horseshoe i l'illa Lagotellerie. La badia de Margarita fou descoberta el 1909 per l'Expedició Antàrtica Francesa dirigida per Jean-Baptiste Charcot, i que va nomenar la badia en record a la seva dona.